# バイ・リン
バイ・リン（白霊、1966年10月10日 - ）は中華人民共和国四川省出身の女優である。

## 来歴
14歳の時に中国人民解放軍に入隊し、3年の間、チベットで兵士達のための演劇など製作する部隊に所属していた。除隊後、北京に移り、女優として活躍。さらにその後、ニューヨーク大学に留学し、拠点をアメリカに移した。
1994年に公開された『クロウ/飛翔伝説』では悪役を演じるなど、いくつかの映画に端役で出演後、1997年の『北京のふたり』で本格的にデビューした。
2005年の『スター・ウォーズ エピソード3/シスの復讐』に元老院議員の一人として出演していたが、公開前に雑誌『PLAYBOY』でオールヌードになったため出演シーンをカットされたと報道された。しかし製作側はその写真とは無関係だと主張した。

### プライベート
2008年2月13日、ロサンゼルス国際空港の売店で乾電池などを万引きした疑いで逮捕された。万引きしたのは乾電池パック2個と芸能誌2冊で総額16ドル（約1700円）だった。万引きした理由を「バレンタイン前に恋人と破局し、精神状態がおかしくなっていた」と釈明。翌月、軽窃盗罪で正式に起訴されることになり、本人が治安妨害の罪で有罪を認め、200ドルの罰金の支払いが確定した。逮捕によって、それまでアメリカの映画データベース「インターネット・ムービー・データベース」(IMDb) で1970年と記載されていた生年が、実際に1966年だったことも発覚した。
インタビュー等において、両性愛者であることを公言している。

## 主な出演作品

### 映画
| 公開年 | 邦題 原題                                                                         | 役名                 | 備考       |
| ------ | --------------------------------------------------------------------------------- | -------------------- | ---------- |
| 1994   | クロウ/飛翔伝説 The Crow                                                          | トップ・ダラーの情婦 |            |
| 1995   | ニクソン Nixon                                                                    | 中国語同時通訳       |            |
| 1997   | 北京のふたり Red Corner                                                           | シェン・ユイリン     |            |
| 1999   | ストリート・オブ・エンジェル/ニューヨークの天使 Row Your Boat                     | Chun Hua             |            |
| 1999   | ワイルド・ワイルド・ウエスト Wild Wild West                                       | ミス・イースト       |            |
| 1999   | アンナと王様 Anna and the King                                                    | タプティム           |            |
| 2001   | モンキー・キング 西遊記 The Lost Empire                                           | Kwan Ying            | テレビ映画 |
| 2001   | ブラディ・ヴァンパイア The Breed                                                  | ルーシー             |            |
| 2002   | ハリケーン・コースト Storm Watch                                                  | スカイラー           |            |
| 2002   | チェーン・オブ・ファイア Point of Origin                                          | ワンダ・オー         | テレビ映画 |
| 2003   | TAXi3 Taxi 3                                                                      | キウ                 |            |
| 2003   | エックス・チーム The Extreme Team                                                 | RJ                   |            |
| 2004   | セレブの種 She Hate Me                                                            | オニ                 |            |
| 2004   | スカイキャプテン ワールド・オブ・トゥモロー Sky Captain and the World of Tomorrow | 謎の女               |            |
| 2004   | 美しい夜、残酷な朝「dumplings」 三更2                                             | メイ                 |            |
| 2005   | ロード・オブ・ドッグタウン Lords of Dogtown                                       | 写真家               |            |
| 2006   | 男と女の大人可愛い恋愛法則 Man About Town                                         | バービ・リン         |            |
| 2006   | サウスランド・テイルズ Southland Tales                                            | Serpentine           |            |
| 2007   | エドワード・ファーロングの バンク・ジョブ/凶弾殺人 Living & Dying                 | ナディア             |            |
| 2007   | 上海ベイビー Shanghai Baby                                                        | ココ                 |            |
| 2007   | CODE;GENE コード;ジーン The Gene Generation                                       | ミシェル             |            |
| 2008   | ビューティフル・ライフ A Beautiful Life                                           | エスター             |            |
| 2008   | シャオ夫人のお葬式大作戦! Dim Sum Funeral                                         | デデ                 |            |
| 2009   | アドレナリン:ハイ・ボルテージ Crank: High Voltage                                 | リア                 |            |
| 2010   | アサシンズ・リベンジ -不死身の暗殺者- The Lazarus Papers                          |                      |            |
| 2010   | ラブ・ランチ 欲望のナイトクラブ Love Ranch                                        |                      |            |
| 2012   | リトル・キングダム 〜《小さき者》たちの大きな冒険〜 Clash Of The Empires          |                      |            |
| 2013   | パニッシュメント・ゲーム The Gauntlet                                             |                      |            |
| 2014   | 戦慄収容所 Blood Shed                                                             |                      |            |
| 2015   | ワイルド・フォー・リベンジ 6 Ways To Sundown                                      | ジューン             |            |
| 2015   | エクスペンダブルズ・ゲーム Beyond The Game                                        |                      |            |

### テレビシリーズ
| 放映年 | 邦題 原題                                          | 役名         | 備考        |
| ------ | -------------------------------------------------- | ------------ | ----------- |
| 1993   | ホミサイド/殺人捜査課 Homicide: Life on the Street | テリ・チョウ | 1エピソード |
| 2005   | アントラージュ★オレたちのハリウッド Entourage      | Li Lei       | 1エピソード |
| 2007   | LOST Lost                                          | Achara       | 1エピソード |
| 2007   | ザ・ユニット 米軍極秘部隊 The Unit                 | プリンセス   | 1エピソード |
| 2012   | Hawaii Five-0                                      | エスメラルダ | 1エピソード |